# Bergbau im Limousin
Der Bergbau im Limousin kann bis ins 5. vorchristliche Jahrhundert zurückverfolgt werden, als die keltischen Gallier im Limousin bereits nach Gold schürften – belegt durch zahlreiche Abbaufronten, Abraumhalden und Holzstützbalken. Neben Gold wurden im Limousin später auch Kaolin, Steinkohle und im 20. Jahrhundert vor allem Uran für die französischen Atomkraftwerke gefördert.
Wie das restliche Massif Central ist auch das seinen Nordwestteil einnehmende Limousin recht reich an mineralischen Rohstoffen. Der industrielle Bergbau konzentrierte sich auf das 19. und 20. Jahrhundert und ist jetzt so gut wie zum Stillstand gekommen. Die sehr unterschiedlichen Abbauaktivitäten trugen dazu bei, den einstigen Landschaftscharakter sowie die soziale, kulturelle und wirtschaftliche Identität dieser vorwiegend rural geprägten Region nachhaltig zu verändern.

## Goldbergbau

### Antike

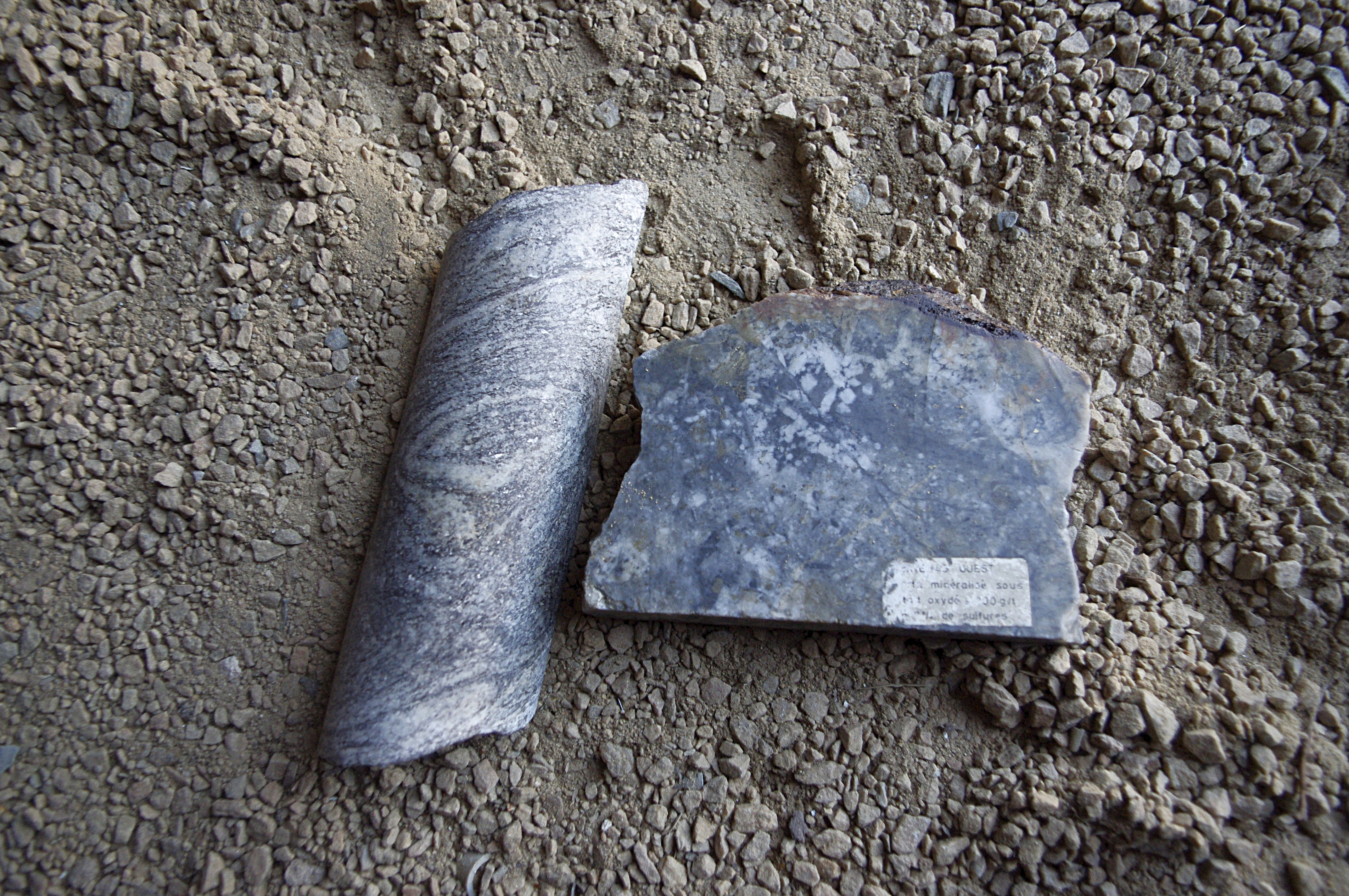
Bohrkern und goldhaltiges Handstück, ausgestellt in Le Chalard

Mehrere Quellen berichten vom Goldreichtum Galliens, wobei jedoch das jetzige Limousin nie ausdrücklich erwähnt wird. Sein Goldreichtum kann aber anhand von zahlreichen Toponymen rekonstruiert werden – Beispiele sind der Fluss Aurence und die Gemeinde Auriat in der Nähe von Limoges, die Ortschaften Laurière im Département Haute-Vienne und im Département Corrèze oder auch der Stadtteil Beaune-les-Mines von Limoges. Präventivgrabungen, wie beispielsweise entlang der Autobahn A 89 im Jahr 1999, konnten ebenfalls Zeugnisse des einstigen Bergbaus zu Tage fördern. Zahlreiche eisenzeitliche Lagerstätten wie z. B. das Goldbergwerk Lauriéras wurden dann in der Neuzeit wieder ausgebeutet. Mehrere Untersuchungen erlauben den Schluss, dass das Territorium des gallischen Stammes der Lemoviken einst zu rund 10 Prozent von Goldschurfen bedeckt war – was immerhin gut 250 Bergwerken und 1200 bis 2000 Einzelschurfen entspricht. Béatrice Cauuet scheidet insbesondere zwei Distrikte aus, welche einen äußerst regen Goldabbau kannten: den Distrikt von Saint-Yrieix-la-Perche und den Distrikt der Monts d’Ambazac. Der Distrikt von Saint-Yrieix umfasst Vorkommen, die von Meilhards im Osten bis nach Saint-Priest-les-Fougères im Westen reichen.
Die Vielzahl der Aufschlüsse gestattet es, sich ein gutes Bild von den damaligen Abbaumethoden zu machen. So hatten die Gallier den Gangquarz offensichtlich durch Feuereinwirkung geschwächt, um dessen Abbau zu erleichtern. Der Abbau schritt im Freien von der Oberfläche aus voran, ging aber dann in tieferen Bereichen bereits in teils holzgestützte Schächte über. Der Abraum wurde unmittelbar gegenüber der Abbaufront entsorgt. In direkter Nähe befand sich auch ein Platz, an dem das geborgene Erz aufbereitet und zerkleinert wurde.
Die Gallier hatten es aber nicht nur auf Gold abgesehen, sondern förderten auch Zinn in den Monts de Blond, Eisen bei Ussel und Bort-les-Orgues und Silber als Nebenprodukt des Goldbergbaus.
Diese bereits sehr stattliche Bergbauproduktion der Gallier verschwand jedoch mit der Eroberung Galliens durch die Römer im ersten Jahrhundert v. Chr. und fiel der Vergessenheit anheim.

### Neuzeit
Die Wiederentdeckung dieser reichen bergbaulichen Vergangenheit durch den Bergbauingenieur François Ernest Mallard im ausgehenden 19. Jahrhundert führte zu Beginn des 20. Jahrhunderts zu einem neu entfachten Interesse am Goldbergbau im Limousin. Die ersten Prospektionen waren noch sehr chaotisch, wurden jedoch nach dem Ersten Weltkrieg wesentlich zielsicherer und ergebnisreicher. Manche Bergwerke wie beispielsweise Lauriéras wurden an derselben Stelle eröffnet, an der bereits die keltischen Vorfahren ihre Goldschurfe angelegt hatten. Die nur wenige Kilometer nördlich von Saint-Yrieix gelegenen Bergwerke von Cheni, Douillac und Nouzilleras samt ihren Arbeitersiedlungen zeugen von einer regen bergbaulichen Aktivität nach dem Ersten Weltkrieg, welche aber schon nach dem Zweiten Weltkrieg ihren Niedergang erlebte. Im Jahr 1988 übernahm dann die Société des Mines du Bourneix – ein Tochterunternehmen der Cogema – die Leitung der letzten drei noch bestehenden Goldbergwerke – Le Bourneix, Lauriéras und Les Renardières. Als letztes Goldbergwerk schloss sodann das 1982 gegründete Le Bourneix im Jahr 2002.

## Kaolinabbau

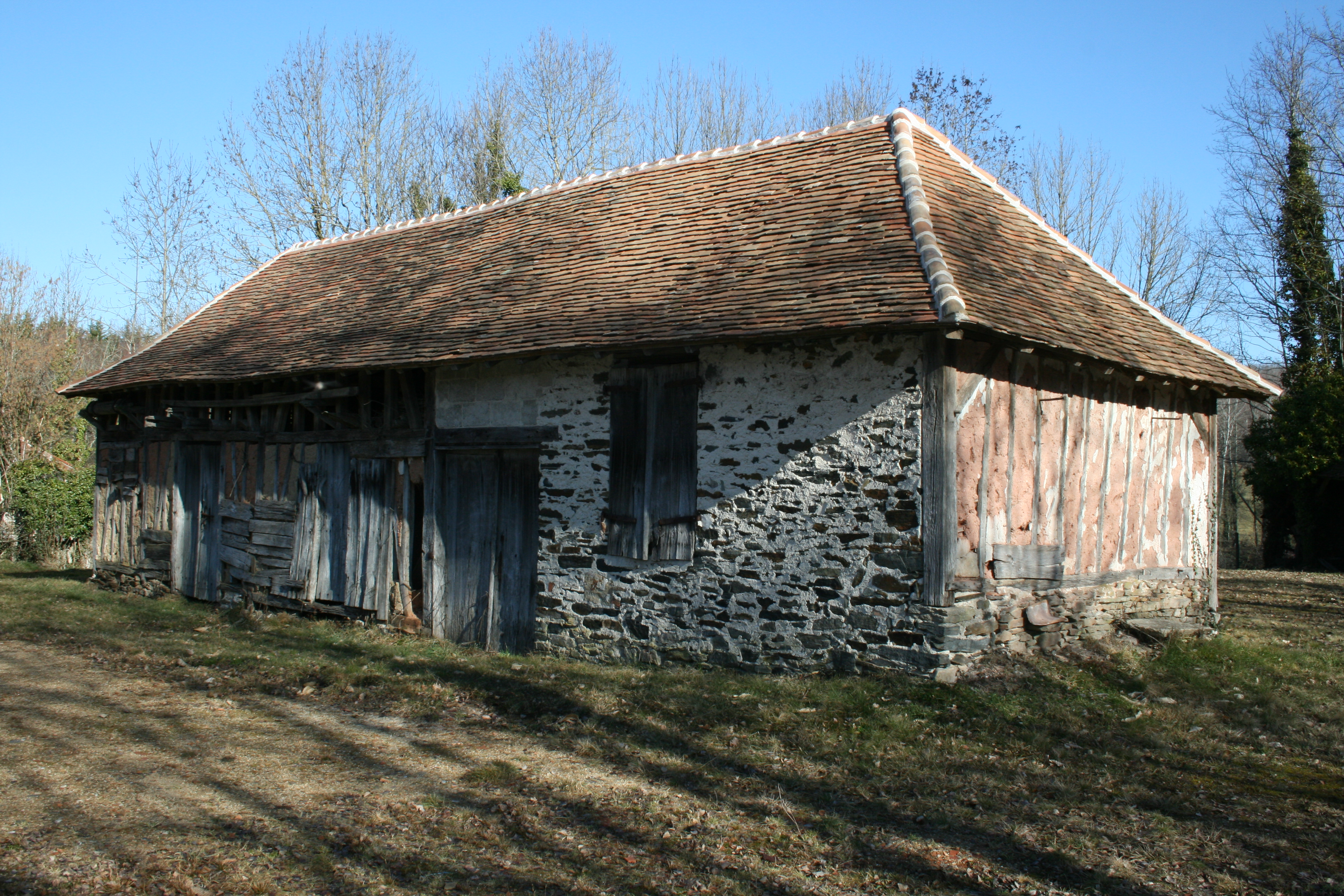
Marcognac bei Saint-Yrieix – hier wurde erstmals 1767 Kaolin abgebaut

Die mehr oder weniger zufällige Entdeckung im Jahr 1767 eines Kaolinvorkommens bei Marcognac in der Nähe von Saint-Yrieix-la-Perche durch den Arzt Jean-Baptiste Darnet war der Ausgangspunkt der später so berühmten Porzellanmanufaktur von Limoges, die ab dem 19. Jahrhundert während der Industriellen Revolution einen immensen Aufschwung nahm. Das Vorkommen wurde 1769 von Ludwig XV. aufgekauft. Es bildet aber nicht das einzige ausgebeutete Kaolinvorkommen im Limousin. Daneben bestehen noch zahlreiche andere, von denen aber nur einige wenige auch dauerhaft für die Porzellanherstellung verwendet wurden. Hauptvorkommen liegen um Saint-Yrieix, in den Monts d’Ambazac (vor allem bei La Jonchère-Saint-Maurice), auf dem Plateau von Bénévent-l’Abbaye, bei Allassac und in den Monédières im Département Corrèze.
Die Freiluftlagerstätte Marcognac wurde ab den 1780er Jahren intensiv abgebaut. Im Jahr 1786 ging sie dann in den Besitz von François Alluaud über, Ingenieur und Geograph des Königs Ludwig XVI. und Direktor der königlichen Manufaktur in Limoges sowie späterem Bürgermeister von Limoges. Am Anfang des industriellen Zeitalters zu Beginn des 19. Jahrhunderts erfolgte der Kaolinabbau nach wie vor manuell mit Pickel und Hacke, Frauen entsorgten hierbei den Aushub in Körben, die sie auf dem Kopf wegtrugen. Nachdem das Vorkommen erschöpft war, wurde das für die Porzellanherstellung benötigte Kaolin aus anderen Regionen Frankreichs (wie beispielsweise aus der Bretagne) oder aus dem Ausland (Portugal) importiert. Ab 1825 entwickelten sich neben Limoges noch andere Produktionszentren wie z. B. die Porzellanmanufaktur des Marquis de Bonneval in Coussac-Bonneval, die das Kaolin aus nahegelegenen Lagerstätten bezogen (Lagerstätten Marsac und Marsaguet).
Zur Porzellanherstellung wird neben dem Kaolin aus Pegmatiten stammender Feldspat benötigt. Beide Rohstoffe sind an das Vorkommen von Graniten gebunden. Feldspat wurde an vielen Stellen im Limousin abgebaut, vorwiegend in den Monts d’Ambazac und in den Monts de Châlus.

## Kohlebergbau

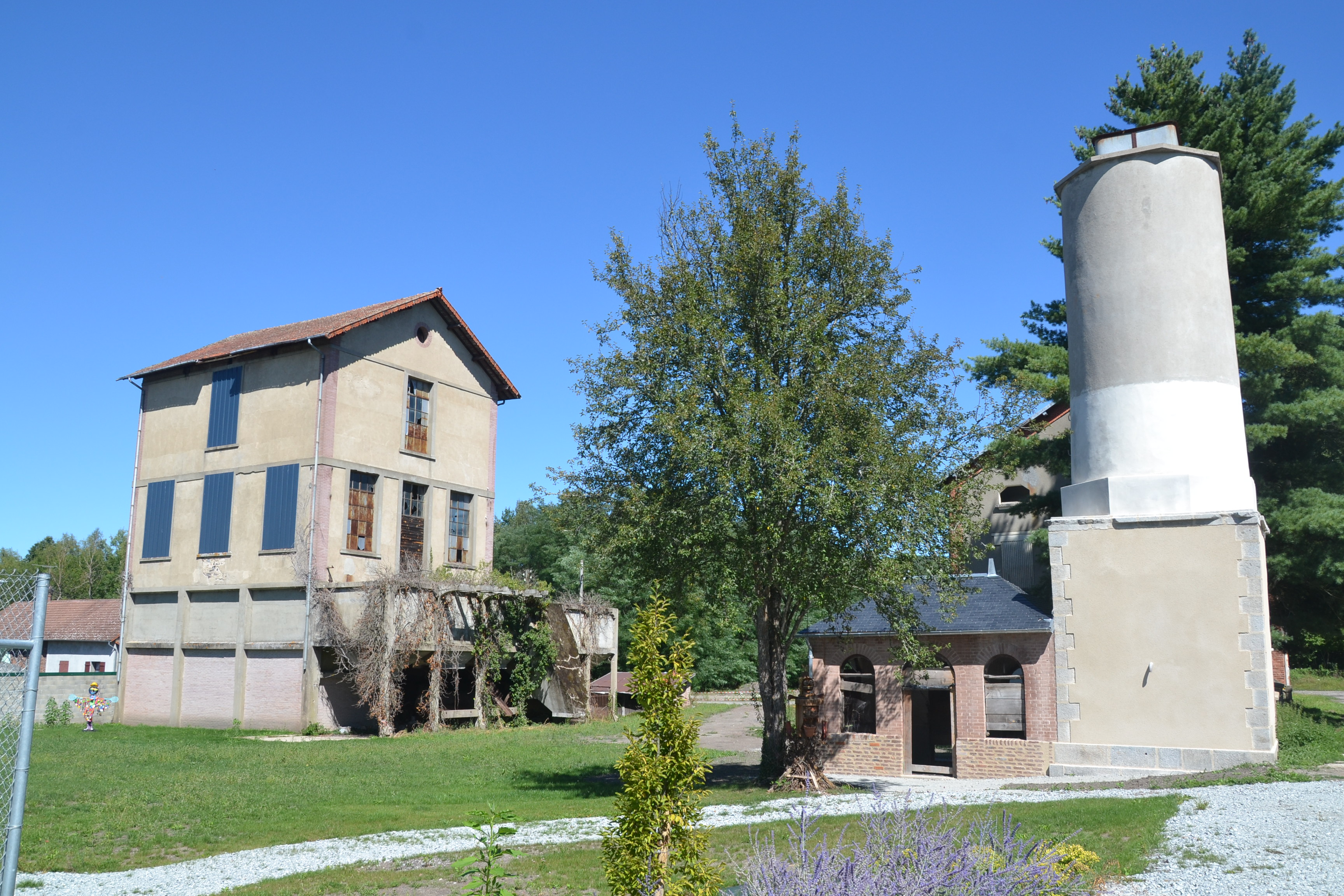
Waschanlage des Bergwerks von Lavaveix-les Mines

Im Limousin wurde schon früh mit dem Abbau von Kohle begonnen, verschiedene Quellen belegen ihre Verwendung bereits im 17. Jahrhundert, möglicherweise auch schon ab dem 15. Jahrhundert.
Mehrere stattliche Flöze waren entdeckt worden, zu Beginn vor allem im Département Corrèze bei Yssandon, Varetz, Saint-Pantaléon-de-Larche und Maussac. Die Kohle aus der Corrèze war vor allem bei den Waffenmanufakturen in Tulle sehr gefragt, die sie zur Stahlerzeugung verwendeten. Die ersten richtigen Bergwerke wurden ab 1769 eröffnet – zuerst in Cublac und in Le Lardin-Saint-Lazare, gefolgt von Lapleau und Argentat. Der Kohlebergbau wurde in der Corrèze 1921 eingestellt. Seine Jahresproduktion hatte immerhin bis zu 2000 Tonnen erreicht.
Ab 1764 wurden Kohlevorkommen auch im Département Creuse gefunden, zuerst in Bosmoreau-les-Mines, in Lavaveix-les-Mines und sodann im gesamten restlichen Kohlebecken von Ahun-Lavaveix. Erste Konzessionen wurden bereits 1777 dem Bergwerk Chantaud bei Lavaveix erteilt. Ab 1808 wurde dann das gesamte Kohlebecken unter derselben Konzession systematisch erforscht. Mitte des 19. Jahrhunderts waren allein bei Fourneaux acht Bergwerke in Betrieb. Der tiefste Schacht Saint-Augustin erreichte eine Teufe von 117 Meter.
In Bosmoreau-les-Mines wurde von 1784 bis 1958 Kohle gefördert. Anfangs erfolgte die Förderung noch über mehrere kleine Schächte, die aber ab der Mitte des 19. Jahrhunderts vom großen Zentralschacht Marthe abgelöst wurden, welcher einer Familie von Porzellanfabrikanten aus Limoges gehörte. Eine Dampfmaschine betrieb den Förderkorb über ein Fördergerüst und in den Gängen waren Gleisanlagen und Wasserleitungen verlegt. Die Lobbytätigkeit des Abgeordneten Martin Nadaud und der Anschluss ans Eisenbahnnetz im Jahr 1883 (im Kohlebecken von Ahun-Lavaveix bereits im Jahr 1864) bewirkten eine weitaus wirkungsvollere Vermarktung der Kohle aus dem Département Creuse. Gleichzeitig wurden in sämtlichen Kohlebergwerken der Creuse Waschanlagen installiert, die eine Weiterbehandlung der abgebauten Kohle auf Rohgas und Koks ermöglichten. Die Zahl der Bergleute stieg von 50 im Jahr 1855 auf 195 im Jahr 1922. Dies schlug sich auch in den Produktionsziffern nieder, welche sich zwischen 1896 und 1922 verfünffachten und 1922 40.000 Tonnen Jahresleistung erreichten. Im gesamten Kohlebecken von Ahun-Lavaveix betrug die Spitzenjahresförderung im Jahr 1874 354.000 Tonnen.
Nach einer ersten Unterbrechung der Kohleförderung im Jahr 1922, bedingt durch die Erschöpfung des Schachts Marthe, wurden in Bosmoreau-les-Mines durch Zufall drei neue Vorkommen entdeckt, die überdies nur in geringer Tiefe lagen. Es wurde daher zum Tagebau übergegangen, der von der Firma Travaux du Sud-Est (TSE) intensiv mechanisiert abgebaut wurde. Die Förderleistung war sehr hoch und erreichte allein im Jahr 1951 unter Einsatz von 359 Bergleuten 264.000 Tonnen Kohle.
Bedingt durch das Aufkommen neuer hydroelektrischer Abbaumethoden, dem allgemeinen Siegeszug des Erdöls und dem wachsenden Interesse an der Kernkraft – insbesondere am Uranbergbau in der Haute-Vienne – kam es zum Niedergang und schließlich im Jahr 1958 zum Ende des Kohlebergbaus in Bosmoreau-les-Mines. Das Werksgelände wurde 1968 verkauft und dann im Jahr 2003 von der Gemeinde Bosmoreau erworben, um das Bergbaumuseum Musée de la Mine de Bosmoreau-les-Mines einzurichten. Im Jahr 1960 wurde der letzte Förderschacht (Corbarioux 4) im Kohlebecken von Ahun-Lavaveix geschlossen. Insgesamt hatte das Kohlebecken 12 Millionen Tonnen Kohle geliefert. Im Gegensatz zu anderen französischen Kohlebecken wurden in der Creuse vorwiegend einheimische Bergleute beschäftigt.

## Uran

### Entdeckung

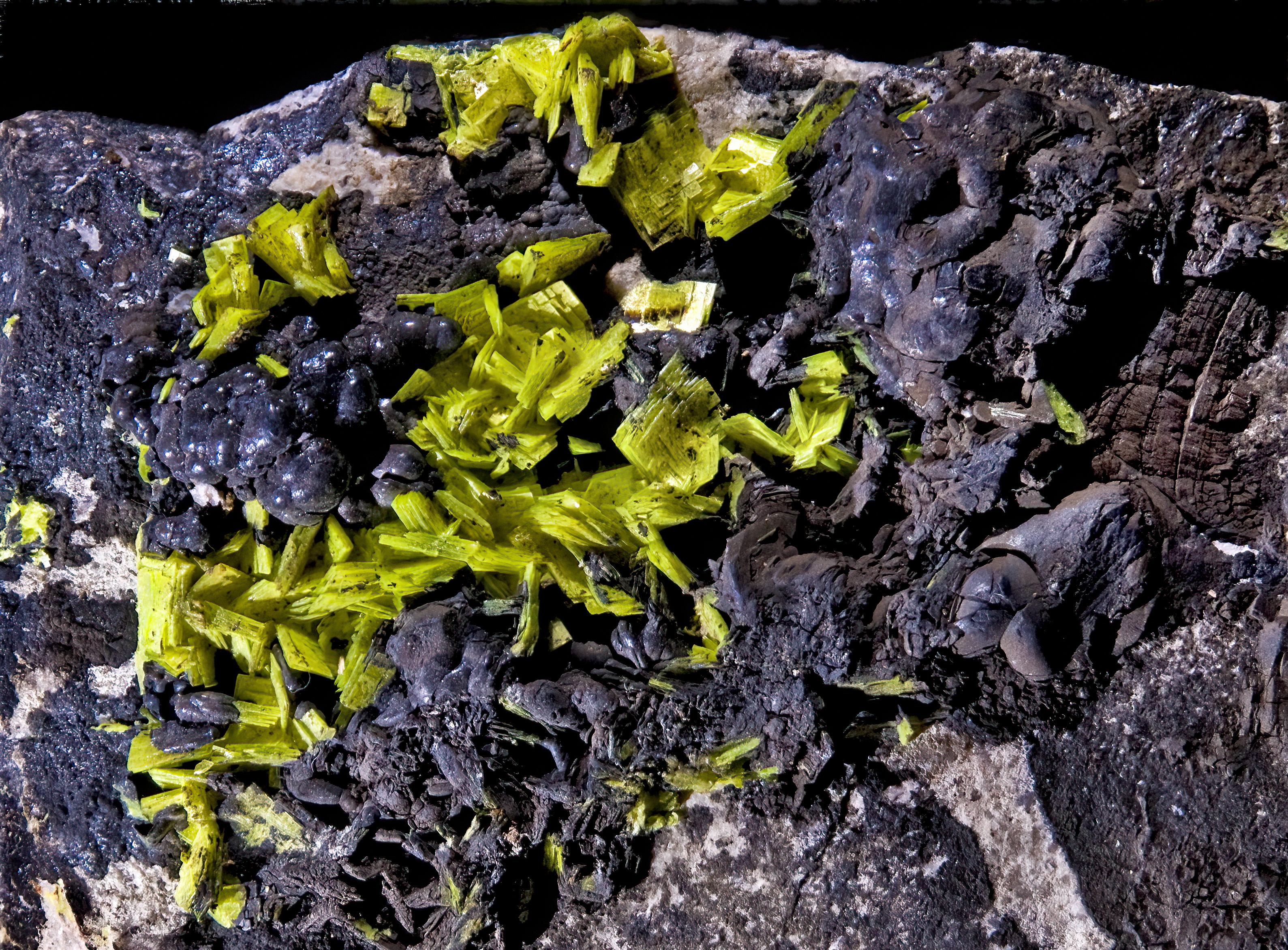
Autunit aus dem Bergwerk Vénachat bei Compreignac

Seit der Französischen Revolution vorgenommene Untersuchungen konnten in Frankreich drei prinzipielle Uranerze feststellen: den im Jahr 1800 im Département Saône-et-Loire entdeckten Autunit, den im Jahr 1852 im Département Aveyron entdeckten Torbernit (Chalkolith) und den im Jahr 1927 bei Saint-Rémy-sur-Durolle im Département Puy-de-Dôme gefundenen Uraninit (Pechblende). Letzterer wurde zwischenzeitlich vor dem Zweiten Weltkrieg abgebaut. Der Ausgang des Zweiten Weltkriegs und der Beginn des Kalten Krieges bewogen den französischen Staat, Frankreich in den Rang einer Nuklearmacht zu erheben und gleichzeitig die Kernenergie zur friedlichen Elektrizitätserzeugung einzusetzen.
Oft wird vermutet, dass schon Pierre und Marie Curie – bekannt für ihre wissenschaftlichen Arbeiten über Radioaktivität und Mitentdecker des Radiums und des Poloniums im Jahr 1898 – zu Beginn des 19. Jahrhunderts Untersuchungen im Limousin durchführten. In Wirklichkeit wurde aber der erste Pechblendegang im Jahr 1949 in den Monts d’Ambazac von Prospektoren des neu gegründeten Commissariat à l'énergie atomique gefunden.
Am 21. Februar 1949 stellte eine regionale Tageszeitung die Frage, ob die Uranlagerstätte von Saint-Sylvestre nicht das reichste Uranvorkommen darstellt, das jemals auf der Welt entdeckt worden war. Der Aufruf des Bürgermeisters von Saint-Sylvestre an Arbeiter der Straßenmeisterei, endlich mit dem Abbau zu beginnen, löste in der damaligen Presse ein enormes Echo aus.

### Aufschwung
Während der gesamten Förderungszeit zählte das Limousin rund 40 Uranbergwerke, wobei die reichhaltigsten Vorkommen sich im Norden der Haute-Vienne und in den Monts d’Ambazac befanden. Ihre Leitung oblag der Division minière de la Crouzille. Der enorme Aufschwung in der Uranerzgewinnung in der Haute-Vienne veranlasste die CEA im Jahr 1956, ein Ausbildungszentrum für Prospektoren in Razès nördlich von Limoges einzurichten, das bis 1987 bestehen blieb.
Im Jahr 1982 forderten der Bürgermeister von Limoges und der Präsident des Conseil régional du Limousin Louis Longequeue den Staat auf, einen Versuchsreaktor im Limousin zu errichten, sozusagen als Gegenleistung für den Beitrag des Limousins zur nationalen Kernenergie. Der damalige Präsident François Mitterrand stand dem Ersuchen durchaus positiv gegenüber, verlangte aber gleichzeitig, dass sämtliche betroffenen Abgeordneten das Projekt dann auch befürworteten. Der Vorschlag blieb aber ohne Folgen, da es zu keinen ernsthaften Gesprächen zwischen den örtlichen Entscheidungsträgern und den Vertretern der Kernenergie kam.
Auf ihrem Produktionshöhepunkt verarbeitete die chemische Konzentrationsanlage von Uranerz in Bessines-sur-Gartempe rund 200.000 Tonnen pro Jahr. Im Jahr 1977 stellte das Limousin allein 46 Prozent der französischen Uranproduktion, entsprechend 1000 Tonnen Yellowcake jährlich. Die Zahl der Beschäftigten belief sich auf 1600 Angestellte.

### Niedergang
Am 14. März 1991 gab der Direktor der Division minière de la Crouzille das Ende des Uranbergbaus und der Uranaufbereitung im Limousin für Ende 1996 bekannt. Die Gründe für diese Entscheidung waren vielschichtig – verantwortlich dürften vor allem die Neuentdeckung von wesentlich rentableren Uranerzgängen in Kanada und in Afrika sowie Ermüdungserscheinungen bei den Vorkommen in der Haute-Vienne gewesen sein. Direkt betroffen waren hierdurch 1000 Arbeitsplätze und sekundär 2000 weitere. Der Verlust für die Wirtschaft in der Haute-Vienne wird mit 500 Millionen Francs beziffert. Als letztes Uranbergwerk schloss Jouac im Mai 2001.

### Jetziger Stand
Der Uranbergbau hinterließ zahlreiche Abfälle, die zu bedeutenden Umweltverschmutzungen führten. So wurde die Cogema vom Verband Sources et rivières du Limousin (Quellen und Flüsse im Limousin) wegen zurückgelassenem Abraums und verschmutzten Gewässern gerichtlich belangt, aber sodann aufgrund einer unklaren Rechtslage freigesprochen.
Zwischen 2006 und 2007 wandte sich Areva den leicht radioaktiven Schlämmen im Lac de Saint-Pardoux zu. Der See wird von mehreren Bächen gespeist, die, wie beispielsweise der Ritord, verschiedene Uranbergwerke durchfließen und den See somit radioaktiv belasten. Die Schlämme wurden schließlich in Bessines-sur-Gartempe gelagert. Im Jahr 2016 konnten noch schwach radioaktive Werte in Probenentnahmen nachgewiesen werden. Die Lage hat sich aber seitdem offensichtlich gebessert.
In Anbetracht der Risiken der stillgelegten Uranbergwerke – eine schwerwiegende Beeinträchtigung der Umwelt war zu vermuten – und einer fehlenden öffentlichen Auseinandersetzung mit der bergbaulichen Vergangenheit, rief die Regierung im Jahr 2005 ein überparteiliches Expertengremium (Groupement d'Expertise Pluraliste – GEP) ins Leben, dem bis 2007 Annie Sugier und anschließend Robert Guillaumont vorstanden. Das Gremium übergab 2010 seine Schlussfolgerungen an den damaligen Minister für Umwelt und nachhaltige Entwicklung (Développement durable) Jean-Louis Borloo und dem Präsidenten der atomaren Sicherheitsbehörde (Autorité de sûreté nucléaire) André-Claude Lacoste. Neben fünfzehn Empfehlungen erarbeitete es strikt einzuhaltende Richtlinien im Umgang mit den ehemaligen Lagerstätten, welche von sechs verschiedenen Gesichtspunkten ausgingen.
Der allzu leichte Zugang zu den geschlossenen Bergwerken gibt regelmäßig Anlass zu Polemiken. Eine Fernsehreportage von France 3 im Jahr 2009 unter dem Titel Pièces à conviction (Beweisstücke) stellt ihre Leitung in Frage und kritisiert außerdem den Mangel an Transparenz um das Trinkwasser der Stadt Limoges, insbesondere was den in unmittelbarer Nähe der ehemaligen Lagerstätten gelegenen See von La Crouzille betrifft, welcher ja eine der Trinkwasserreserven von Limoges darstellt. Noch im gleichen Jahr hatten sich Anlieger und Mitglieder einer Bürgerrechtsbewegung zur Lagerstätte Hyverneresse im Département Creuse begeben und dort Radioktivitätsmessungen vorgenommen, die um den Faktor fünfzehn die Werte in der Umgebung überschritten. Generell wird Areva vorgeworfen, die Altlasten der einstigen Lagerstätten nicht klar offenzulegen. Die Umweltproblematik bei ehemaligen Bergarbeitern, Anliegern oder verantwortlichen Politikern deutlich anzusprechen, scheint offensichtlich immer noch tabu zu sein.
Im Jahr 2012 konnten zwei Studien – eine vorgenommen vom Fachbereich Geographie der Université de Limoges, die andere vom bereits erwähnten Expertengremium GEP – ein erhöhtes Krebsrisiko im Tal der Gartempe nachweisen, in deren Einzugsgebiet die meisten der stillgelegten Uranbergwerke liegen. Diese Ergebnisse veranlassten die Gesundheitsbehörde Agence régionale de santé, eine epidemiologische Untersuchung einzuleiten.

## Andere Elemente/Metalle

### Antimon
Das Element Antimon wurde als Stibnit beim Bau des Eisenbahntunnels von Montjovis mitten im Herzen von Limoges erstmals entdeckt. Als eigentliche Lagerstätten nennenswert sind Les Biards bei Glandon in der Haute-Vienne sowie zwei Vorkommen bei Mérinchal in der Creuse und das Vorkommen von Chanac-les-Mines in der Corrèze.

### Barium

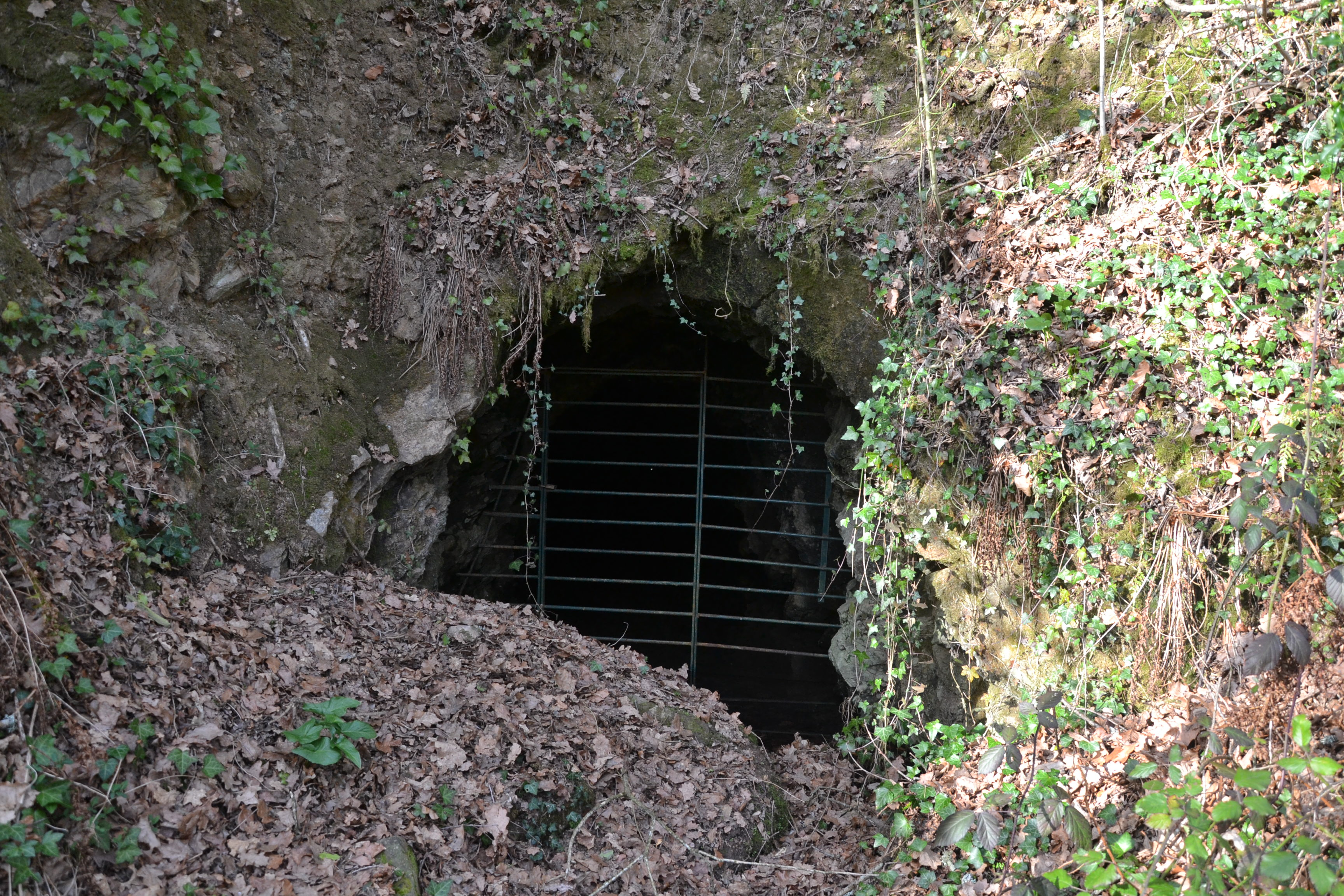
Die alte Barytmine von Rancon

Das Element Barium wird im Grundgebirge des Limousins recht häufig in der Form von Baryt angetroffen (in Barytgängen). Bedeutende Lagerstätten sind Mercœur und Les Farges bei Ussel in der Corrèze sowie Rancon in der Haute-Vienne. In Les Farges wurde zwischen 1974 und 1980 die stattliche Menge von 110.000 Tonnen Baryt abgebaut.

### Beryllium
Beryllium hat große Bedeutung in der Luft- und Raumfahrt und wird auch bei der friedlichen Nutzung der Kernenergie benötigt. Eine Lagerstätte von Beryll befindet sich bei Lussac-les-Églises in der Haute-Vienne, die aber bereits in den 1980ern aufgegeben wurde.

### Blei

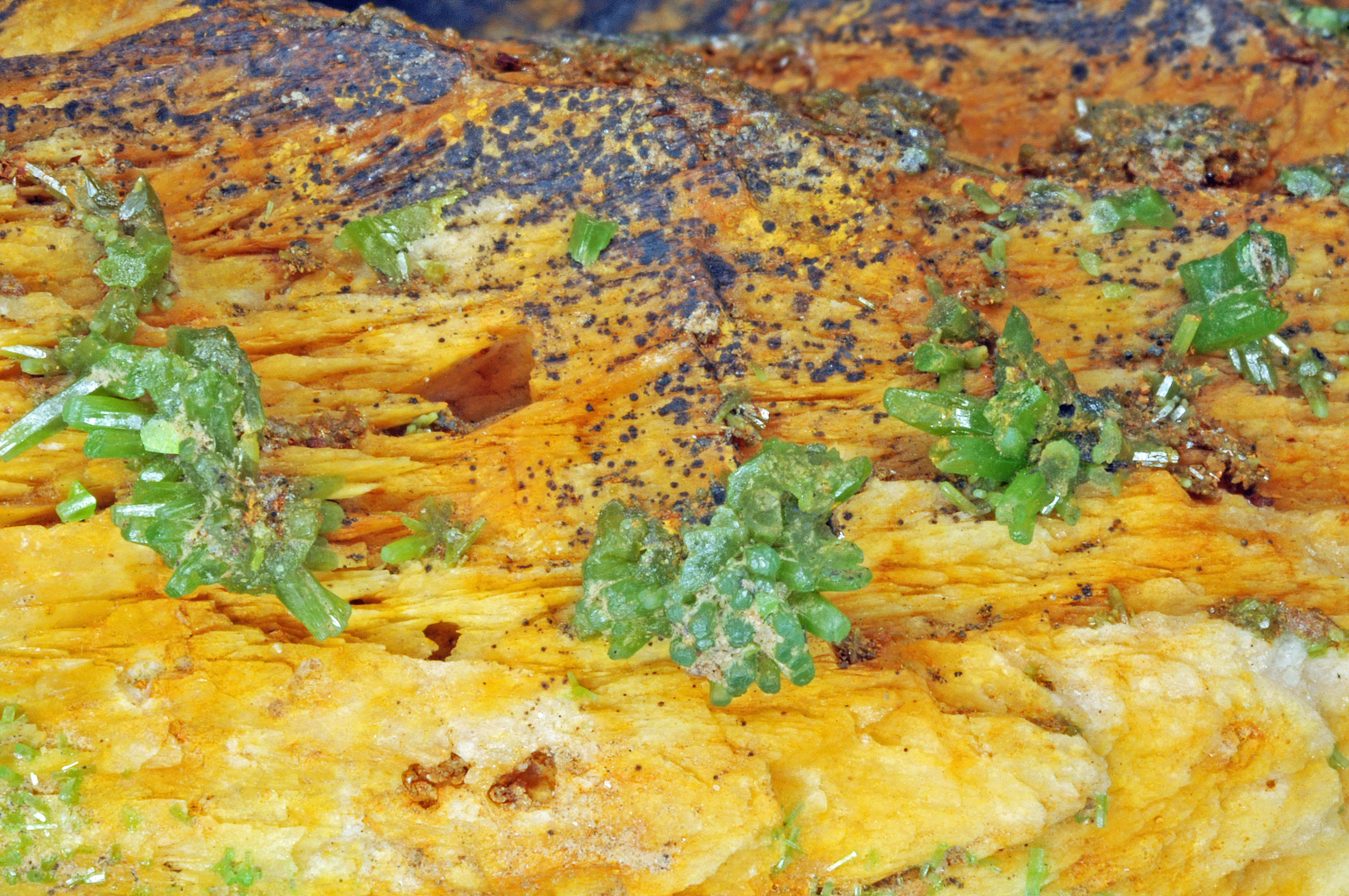
Pyromorphit von den Mines des Farges bei Ussel

Blei tritt vorwiegend als Galenit (Bleiglanz) auf, der meist auch etwas Silber führt. Fundstätten sind wie auch für Baryt Mercœur und Les Farges bei Ussel sowie die Umgebung von Saint-Germain-les-Belles in der Haute-Vienne. In Les Farges wurden zwischen 1974 und 1980 35.000 Tonnen Bleikonzentrat und 100 Tonnen Silber gewonnen. Das Blei von Saint-Germain-les-Belles war schon zu Beginn des 18. Jahrhunderts begehrt, der spätere industrielle Abbau schlug jedoch fehl. Blei/Zink wurden im 19. und 20. Jahrhundert im landschaftsgeographisch noch zum Limousin gehörenden Nontronnais (Département Dordogne) abgebaut, beispielsweise in der Le-Puy-Mine.

### Eisen
Eisen wurde wie erwähnt bereits von den Galliern bei Ussel und Bort-les-Orgues abgebaut. Der Eisenbergbau von Perpezac-le-Blanc am Westrand der Corrèze ist jüngeren Datums.

### Kupfer
Kupfer wurde bei Ayen in der Corrèze gefördert.

### Quecksilber
Quecksilber stammt aus der Umgebung von Peyrat-le-Château in der Haute-Vienne.

### Silber
Wie bereits angesprochen fiel Silber als Nebenprodukt im Gold- und Bleibergbau an.

### Wolfram
Die Wolframlagerstätte Puy-les-Vignes bei Saint-Léonard-de-Noblat in der Haute-Vienne war zwar bereits im Jahr 1809 prospektiert worden, wurde aber erst zu Beginn des 20. Jahrhunderts auch abgebaut. Zwischen 1920 und 1936 wurden die Arbeiten wegen mangelnder Rentabilität und zu hoher Lohnkosten eingestellt. Zwischen 1936 und 1955 wurde erneut abgebaut, insbesondere wegen der gestiegenen Nachfrage für Sprengmittel. Zur Herstellung von Dynamit für Sabotageakte während der deutschen Besetzung hatte sich der Widerstandskämpfer Georges Guingouin im angeschlossenen Pulverwerk heimlich eingedeckt. Der Wolframabbau stellte für das Département Haute-Vienne eine beträchtliche Einnahmequelle dar, die mit 2 Milliarden damaliger Francs beziffert wurde.

### Zinn
Zinn wurde bereits von den Galliern in den Monts de Blond gefördert, war aber außerdem bei Ségur-le-Château zugegen. Gelegentlich finden sich auch kleinere Residualseifen mit Cassiterit auf dem Grundgebirge, die aber alle unter der Abbaugrenze liegen.

## Andere Rohstoffe

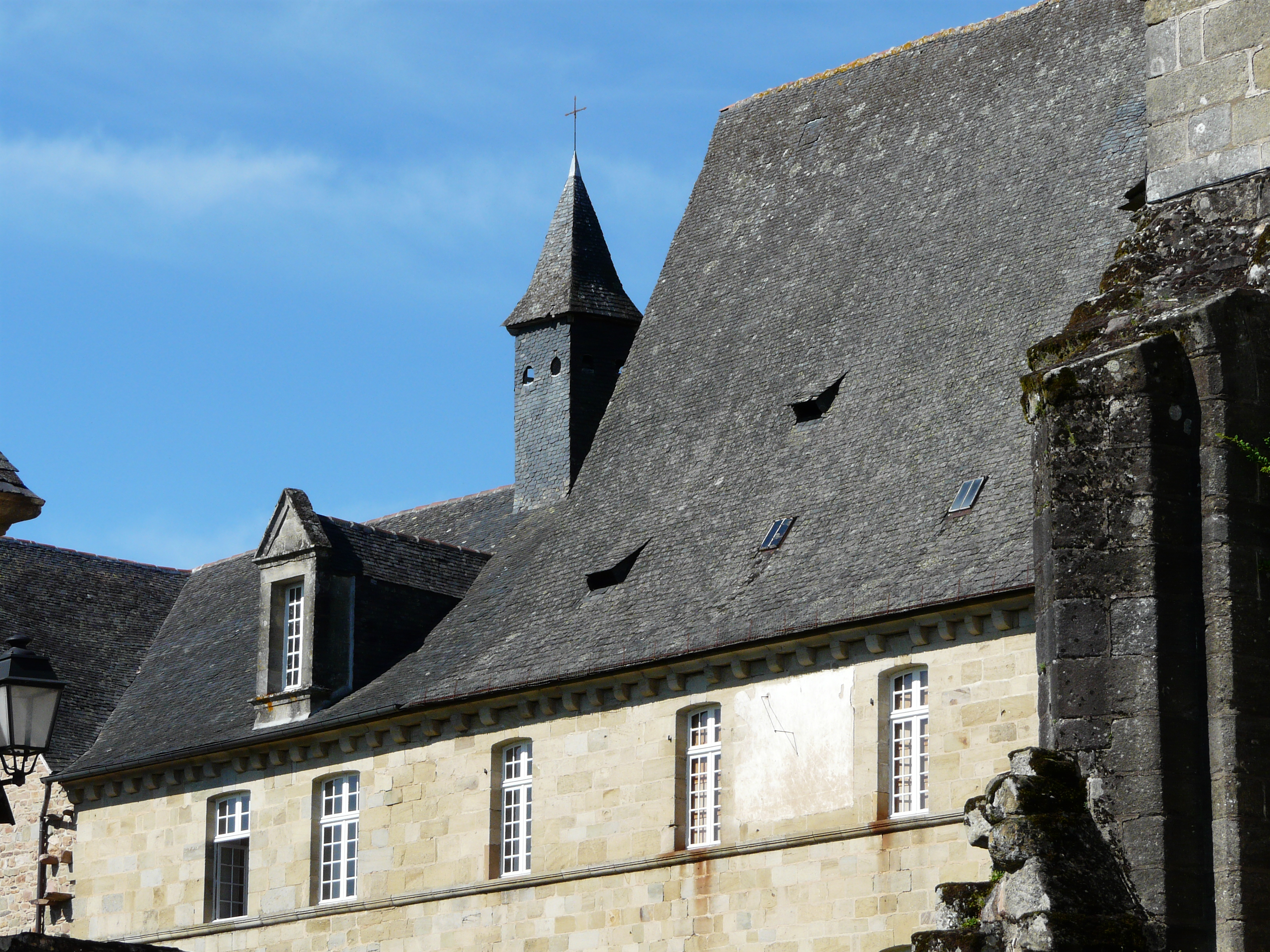
Die Abtei von Aubazines ist mit Dachschiefer eingedeckt

Im Département Corrèze wurden bereits seit dem 16. Jahrhundert die in der Thiviers-Payzac-Einheit anstehenden Dachschiefer abgebaut, vor allem in der Umgebung von Allassac und Donzenac. Nach einem Produktionsstillstand wurde ab 2010 bei Travassac der Abbau auf handwerklicher Ebene wieder aufgenommen.
In den Serpentiniten des Limousin-Ophioliths südlich von Limoges wurde einst nach Asbest gegraben, so z. B. in der Lande de Saint-Laurent. Abgebaut wurden ferner die Impaktbrekzien im Krater von Rochechouart-Chassenon oder der architektonisch wertvolle rote Sandstein im Süden der Corrèze, der beispielsweise für das Stadtbild von Collonges-la-Rouge prägend ist. All diese bergbaulichen Aktivitäten sind jedoch mittlerweile eingestellt worden.

### Natursteingewinnung

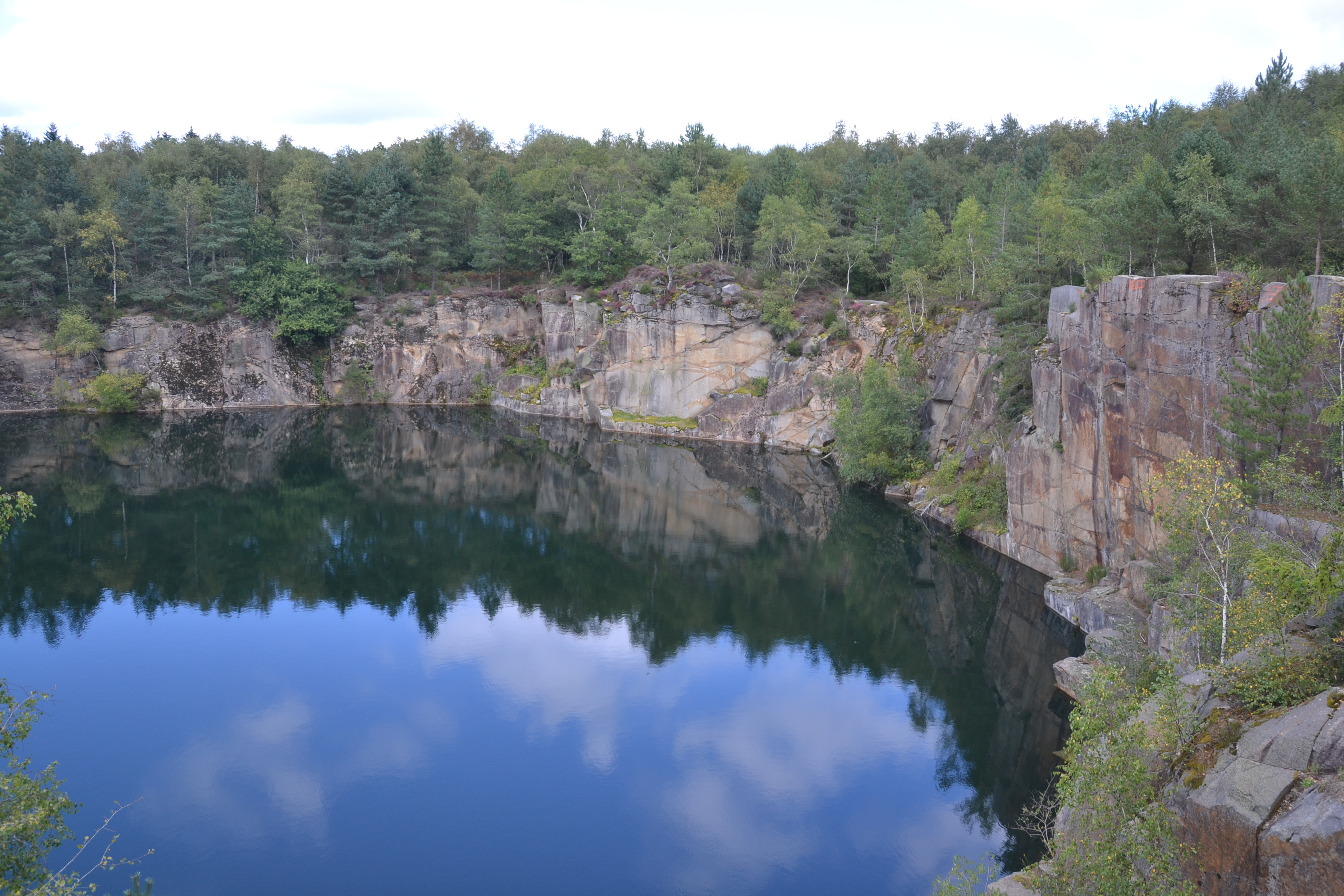
Mittlerweile gefluteter Granitsteinbruch am Maupuy

Als Natursteine wurden im Limousin vorrangig die sehr häufig vorkommenden Granite verwendet. Die Granite gehören drei Generationen an – Granitoide der Limousin-Tonalitlinie, Granitoide des Guéret-Typus und spätorogene Leukogranite. Ihr Verwendungszweck war vielseitig, unter anderem als Bausteine, Fenster- und Türstürze sowie Treppenstufen im Bauwesen, als Bordüren- und Pflastersteine im Straßenbau und als Platten für Gräber und Denkmäler. Als Beispiel mag der Guéret-Granit dienen, der einst am Maupuy im großen Stil abgebaut, bearbeitet und sodann zum Großteil nach Paris zur Versorgung des dortigen Baugewerbes abtransportiert wurde. Die Steinmetze aus der Creuse (Maçons de la Creuse) waren damals begehrte Fachkräfte. Der Granitabbau im Limousin zog auch viele italienische Arbeiter an, die damals vor dem Faschismus in ihrer Heimat flohen. Die Natursteingewinnung ist mittlerweile ebenfalls stark zurückgegangen.

## Touristische Aufwertung

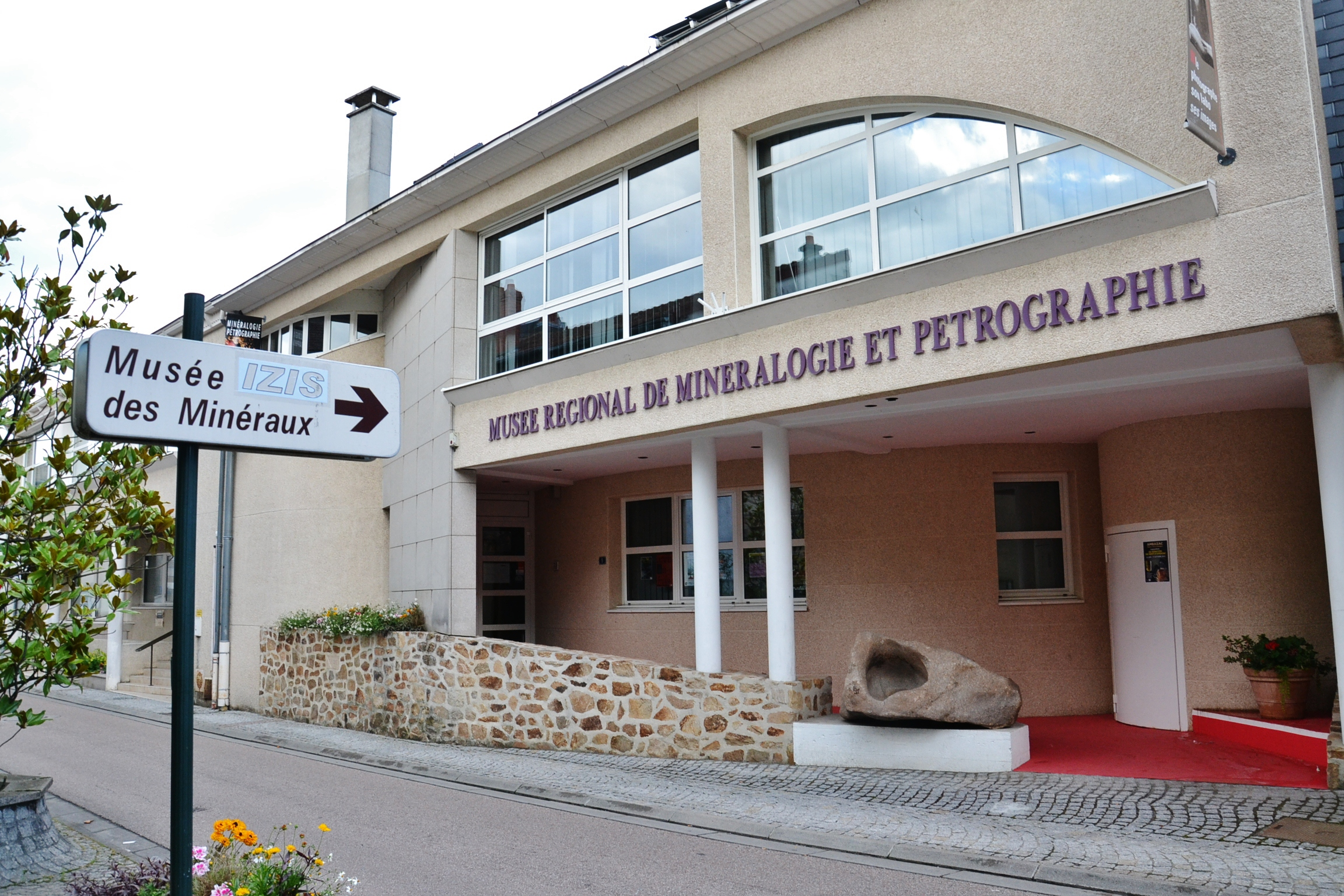
Das mineralogische Museum in Ambazac

Zwei ehemalige Bergbauregionen wurden inzwischen als Monument historique anerkannt – seit 2002 der Kaolinabbau um Marcognac und seit 2006 das Kohlebecken von Ahun-Lavaveix. In den alten Bergwerken entstanden mehrere Museen und auch Lehrpfade wurden eingerichtet. So wurde in Le Chalard ein Goldmuseum eröffnet und Lauriéras ist ebenfalls für eine touristische Aufwertung vorgesehen. In Bessines-sur-Gartempe wurde im Jahr 2013 mit Urêka ein Uranmuseum initiiert. Rein mineralogische Museen bestehen in Ambazac und in Eymouthiers. Lehrpfade gibt es in Lavaveix-les-Mines, in Bosmoreau-les-Mines, im Eisenbergbau von Perpezac-le-Blanc und in der Kaolinlagerstätte von La Jonchère-Saint-Maurice.

## Wiederbelebungsversuche

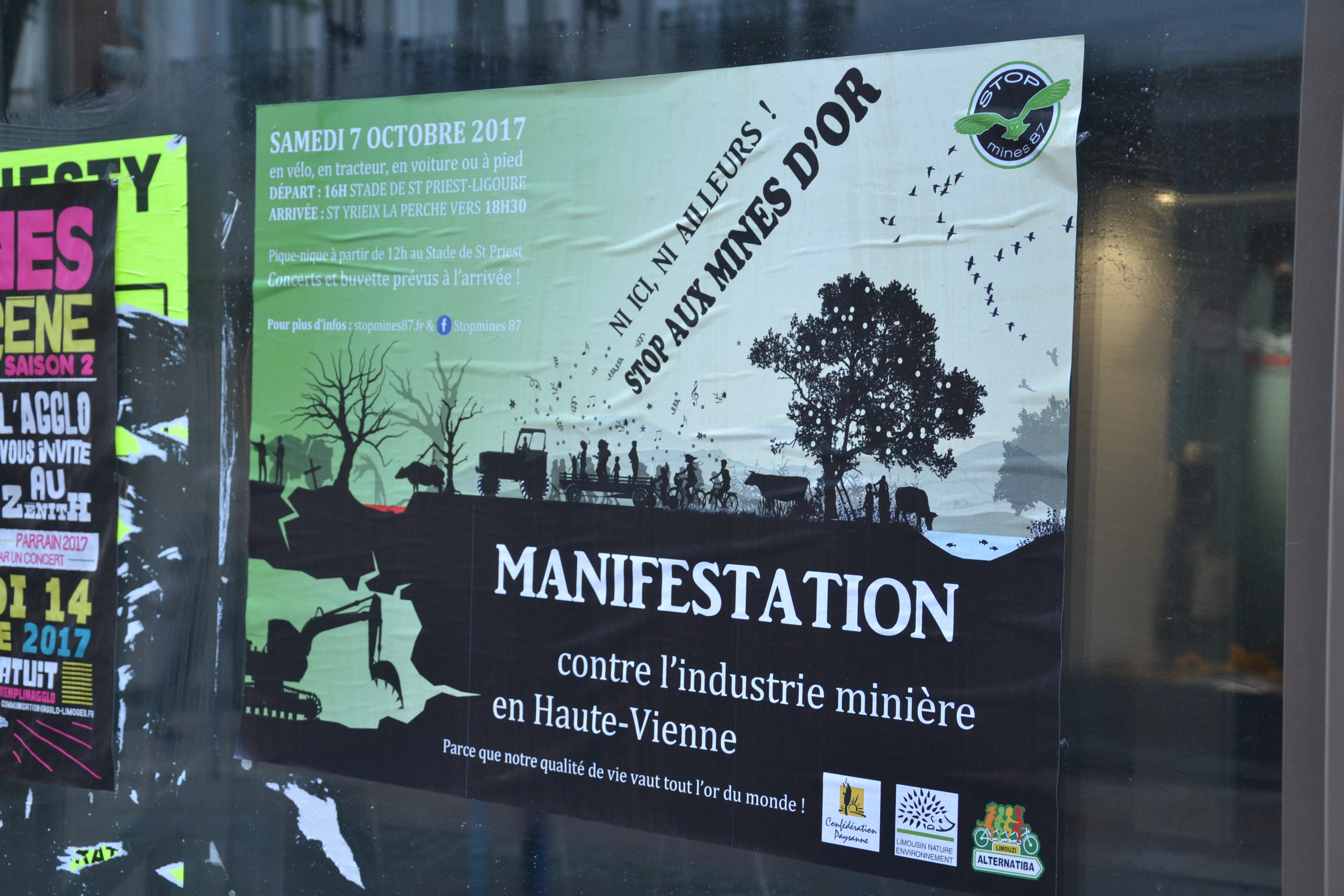
Demonstrationsaufruf im Jahr 2017 gegen das geplante Forschungsprojekt im Süden der Haute-Vienne

Seit 2013 gibt es Bestrebungen, den Goldbergbau im Limousin wiederzubeleben. So soll beispielsweise in der Creuse die Lagerstätte Villeranges in unmittelbarer Nähe vom Goldbergwerk Le Châtelet ab 2020 in Betrieb genommen werden. Im Süden der Haute-Vienne um Coussac-Bonneval wurde im Jahr 2016 einem australischen Konsortium ein auf 5 Jahre befristetes Forschungsprojekt über 261 Quadratkilometer genehmigt. Diese beiden Vorhaben stießen jedoch bei der betroffenen Bevölkerung auf starken Widerstand, wurden aber von den beiden damaligen Wirtschaftsministern Arnaud Montebourg und Emmanuel Macron befürwortet.